# Dendrobium tuberculatum
Dendrobium tuberculatum är en orkidéart som beskrevs av Johannes Jacobus Smith. Dendrobium tuberculatum ingår i släktet Dendrobium, och familjen orkidéer. Inga underarter finns listade i Catalogue of Life.